# أنطونيو داميكو
أنطونيو داميكو (بالإيطالية: Antonio D'Amico)‏ هو عارض ومصمم أزياء إيطالي، ولد في 20 يناير 1959 في ميسانيي في إيطاليا.

## وصلات خارجية
- أنطونيو داميكو على موقع IMDb (الإنجليزية)